# Joseph Effiong Ekuwem
Joseph Effiong Ekuwem (Offi Udah, 18 dicembre 1949) è un arcivescovo cattolico nigeriano, dal 2 febbraio 2013 arcivescovo metropolita di Calabar.

## Biografia
È nato ad Offi Udah il 18 dicembre 1949.

### Formazione e ministero sacerdotale
Dopo essere entrato in seminario, è stato ordinato sacerdote il 30 giugno 1979.
Dal 1979 al 1980 è stato rettore del seminario di Uyo.

### Ministero episcopale
Il 4 luglio 1989 papa Giovanni Paolo II lo ha nominato primo vescovo di Uyo.
Ha ricevuto l'ordinazione episcopale il 9 dicembre 1989 dalle mani del pro-nunzio apostolico in Nigeria Paul Fouad Naïm Tabet, co-consacranti il vescovo di Calabar Brian David Usanga e il vescovo di Awka Albert Kanene Obiefuna.
Nel 2008 ha partecipato alla XII assemblea generale ordinaria del sinodo dei vescovi.
Il 2 febbraio 2013 papa Benedetto XVI lo ha promosso arcivescovo metropolita di Calabar. Ha ricevuto il pallio il 29 giugno successivo.

## Genealogia episcopale e successione apostolica
La genealogia episcopale è:
- Patriarca Youhanna Boutros Bawwab el-Safrawi
- Patriarca Jirjis Rizqallah
- Patriarca Stefano Douayhy
- Patriarca Yaaqoub Boutros Awwad
- Patriarca Semaan Boutros Awwad
- Patriarca Youssef Boutros Estephan
- Patriarca Youhanna Boutros Helou
- Patriarca Youssef Boutros Hobaish
- Patriarca Boulos Boutros Massaad
- Patriarca Elias Boutros Hoayek
- Patriarca Antoun Boutros Arida
- Cardinale Antoine Pierre Khoraiche
- Arcivescovo Paul Fouad Naïm Tabet
- Arcivescovo Joseph Effiong Ekuwem

La successione apostolica è:
- Vescovo Donatus Edet Akpan (2017)
- Vescovo Christopher Naseri Naseri (2023)